# Fernando Schmed
Fernando Schmed, né le 23 janvier 1991, est un skieur alpin suisse.

## Biographie
Fernando Schmed est actif dans les compétitions officielles de la FIS à partir de 2006. En 2008, il est témoin d'un accident de son frère Ursin à l'entraînement, qui meurt de ses blessures.
Il fait ses débuts en Coupe du monde en décembre 2012, marquant ses premiers points avec une 26e sur la descente de Saalbach en février 2015. En Coupe d'Europe, il remporte notamment une victoire à Sella Nevea en février 2015. Sa saison 2015 s'achève par un titre de champion de Suisse de la descente.
La suite est plus difficile : il est notamment victime d'une commotion cérébrale à l'entraînement en décembre 2016 qui l'éloigne des pistes pour plusieurs mois.
En 2018, il décide d'arrêter sa carrière sportive.

## Palmarès

### Coupe du monde
- Meilleur classement général : 128e en 2015.
- Meilleur résultat : 23e.

| Saison/Classement | Général | Général | Descente | Descente | Super G | Super G |
| Saison/Classement | Class.  | Points  | Class.   | Points   | Class.  | Points  |
| ----------------- | ------- | ------- | -------- | -------- | ------- | ------- |
| 2014-2015         | 128e    | 14      | 55e      | 6        | 47e     | 8       |
| 2015-2016         | 142e    | 8       | -        | -        | 52e     | 8       |

### Coupe d'Europe
- 9e du classement général en 2015.
- 2 podiums, dont 1 victoire.

### Championnats de Suisse
- 1 titre en descente : 2015.